# Genkaimurex
Genkaimurex is een geslacht van weekdieren uit de klasse van de Gastropoda (slakken).

## Soorten
- Genkaimurex fimbriatulus (A. Adams, 1863)
- Genkaimurex monopterus (Pilsbry, 1904)
- Genkaimurex varicosus (Kuroda, 1953)